# Дворец в Ликани
Ликанский дворец (груз. ლიკანის სასახლე) — вилла в мавританском стиле, выстроенная для великого князя Николая Михайловича в 1892—1895 годах на берегу Куры в Ликани, рядом с посёлком Боржоми, известным своими целебными водами. Автор проекта — Л. Н. Бенуа, строительство велось под руководством архитектора Л. Бильфельда.
Здесь князь пьянел от фортепьяно.

Поныне вспоминают сад

и замок в накладных румянах

его романа аромат.

Он пренебрёг державным саном

во имя женщины простой.

Он рядом ей построил замок

над всё смывающей Курой.

 Андрей Вознесенский
Общая площадь великокняжеского имения в Боржоме составляла 69 513 десятин. Для освещения дворца электричеством была устроена в 1898 году первая в Российской империи гидроэлектростанция. Помимо Николая Михайловича, в этом краю источников проживал больной туберкулёзом цесаревич Георгий Александрович (вилла в Абастумане). Облик дворца при Романовых запечатлён на цветных фотографиях Прокудина-Горского. Часть обстановки хранится в Государственном музее Грузии.
В советское время великокняжеская резиденция перешла в собственность государства. Здесь часто отдыхали первые лица советского государства, в том числе Иосиф Сталин. В независимой Грузии дворец функционирует как летняя резиденция президента Грузии. С 2016 года музей.